# Българска асоциация по криминология, криминалистика и психология
Българска асоциация по криминология, криминалистика и психология е единствената мултидисциплинарна организация на студентите и професионалистите в социалните науки в България.
Тя е сдружение с нестопанска цел в частна полза със седалище в Пловдив, основано през 2014 г. В нея членуват студенти и професионалисти в сферата на психологията, криминологията, криминалистиката и социологията, както и множество любители на социалните науки, които следват или работят в сферата на хуманитарните науки.
Измежду дейностите на Асоциацията спадат промотирането на социалните науки и развитието на професионалните и академични умения на членовете на организацията . Като повод за формиране на Асоциацията се посочва високия интерес към социалните науки и високата безработица на завършилите в сферата.

## Членство
Асоциацията приема кандидатури за членство в три степени :
- студентско
- професионално
- сътрудническо

През февруари 2017 г. Управителният съвет на Асоциацията гласува да премахне членския внос за всички степени на членство в организацията. Промените са планирани да влязат в сила от лятото на 2017 г.

## Управление
Председателят на Асоциацията се избира чрез гласуване от всички настоящи членове и има мандат от 5 години. 

### Председател
- Карина Джокова (Мандат: 2014 г.-2019 г.)